# Хідака (Сайтама)

35°54′28″ пн. ш. 139°20′21″ сх. д. / 35.90778° пн. ш. 139.33917° сх. д.
Хіда́ка (яп. 日高市, ひだかし, МФА: [çidaka ɕi̥]) — місто в Японії, в префектурі Сайтама.

## Короткі відомості
Розташоване в південній частині префектури. Виникло на місці стародавнього поселення переселенців з корейської держави Когурьо. В середньовіччі належало самурайському роду Кома. У 17 — 19 століттях було торговим містечком. Основою економіки є сільське господарство, харчова промисловість, цементна промисловість, виробництво електротоварів. Станом на 1 жовтня 2008 площа міста становила 47,50 км². Станом на 1 січня 2009 населення міста становило 56 297 осіб.